# Кріштіору-де-Сус
Кріштіору-де-Сус (рум. Criștioru de Sus) — село у повіті Біхор в Румунії. Входить до складу комуни Кріштіору-де-Жос.
Село розташоване на відстані 351 км на північний захід від Бухареста, 88 км на південний схід від Ораді, 88 км на південний захід від Клуж-Напоки, 126 км на північний схід від Тімішоари.

## Населення
За даними перепису населення 2002 року у селі проживали 156 осіб, усі — румуни. Усі жителі села рідною мовою назвали румунську.